# Mauria
Mauria is een geslacht uit de pruikenboomfamilie (Anacardiaceae). De soorten uit het geslacht komen voor van in Costa Rica tot in Venezuela en Bolivia.

## Soorten
- Mauria boliviana Herzog
- Mauria cuatrecasasii F.A.Barkley
- Mauria denticulata J.F.Macbr.
- Mauria ferruginea Tul.
- Mauria heterophylla Kunth
- Mauria killipii F.A.Barkley
- Mauria kunthii Renteria
- Mauria membranifolia Barfod & Holm-Niels.
- Mauria obtusifolia (Engl.) F.A.Barkley
- Mauria peruviana Cuatrec.
- Mauria sericea Loes.
- Mauria simplicifolia Kunth
- Mauria subserrata Loes.
- Mauria thaumatophylla Loes.
- Mauria trichothyrsa Loes.

... · 
Anacardium · 
Bouea · 
Buchanania · 
Cotinus · 
Mangifera · 
Pistacia (Pistache) · 
Protorhus · 
Rhus · 
Schinus · 
Sclerocarya · 
Sorindeia · 
Spondias · 
Toxicodendron · 
...